# Calanna
Calanna – miejscowość i gmina we Włoszech, w regionie Kalabria, w prowincji Reggio Calabria.
Według danych na rok 2004 gminę zamieszkiwały 1184 osoby, 118,4 os./km².